# Proces darniowy
Proces darniowy – proces glebotwórczy, który powoduje powstawanie ciemnego poziomu próchniczego w górnych poziomach profilu glebowego. 
Proces darniowy zachodzi pod wpływem roślinności zielnej, zwłaszcza trawiastej, z największym nasileniem na stepach. Charakteryzuje się przewagą akumulowania materii organicznej w wierzchniej warstwie gleby nad procesem mineralizacji. Wynika to z charakteru roślinności, która zawiera dużo azotu. W efekcie tworzy się układ dwupoziomowy. Poziom akumulacyjno-próchniczy sięga do 30–40 cm głębokości. Pod nim zalega stosunkowo mało zmieniona skała macierzysta.